# Runnelstone Rock
Der Runnelstone Rock ist ein Klippenfelsen in der Gruppe der Biscoe-Inseln vor der Westküste der Antarktischen Halbinsel. Am südwestlichen Ende des Grandidier-Kanals liegt er 5 km nordwestlich der Larrouy-Insel und 26 km westsüdwestlich des Kap García.
Teilnehmer der British Graham Land Expedition (1934–1937) unter der Leitung des australischen Polarforschers John Rymill kartierten ihn zwischen 1935 und 1936 und benannten ihn nach dem Runnelstone vor dem Land’s End in Cornwall.